# Broscus cephalotes
Broscus cephalotes es una especie de escarabajo de la familia Carabidae.

## Distribución geográfica
Se distribuye por el Paleártico: Europa y el noroeste de Oriente Próximo. Ha sido introducida en Norteamérica.